# قسم شبلي الريفي (مقاطعة بستان أباد)
قسم شبلي الريفي (بالفارسية: دهستان شبلی) هي منطقة ريفية تقع في إيران في قسم. يقدر عدد سكانها بـ 7,674 نسمة .